# Djurs Sommerland
Djurs Sommerland – park rozrywki w Danii, położony na półwyspie Djursland, 3 km na północ od Nimtofte, 23 km na zachód od Grenaa i 36 km na wschód od Randers.
Park został otwarty w 1981 roku. Jak wskazuje jego nazwa, park otwarty jest tylko latem, od około 10 maja do połowy września. Djurs Sommerland odwiedza około pół miliona gości każdego roku, co czyni go siódmą co do wielkości atrakcją turystyczną w Danii.

## Atrakcje

### Kolejki górskie

#### Czynne

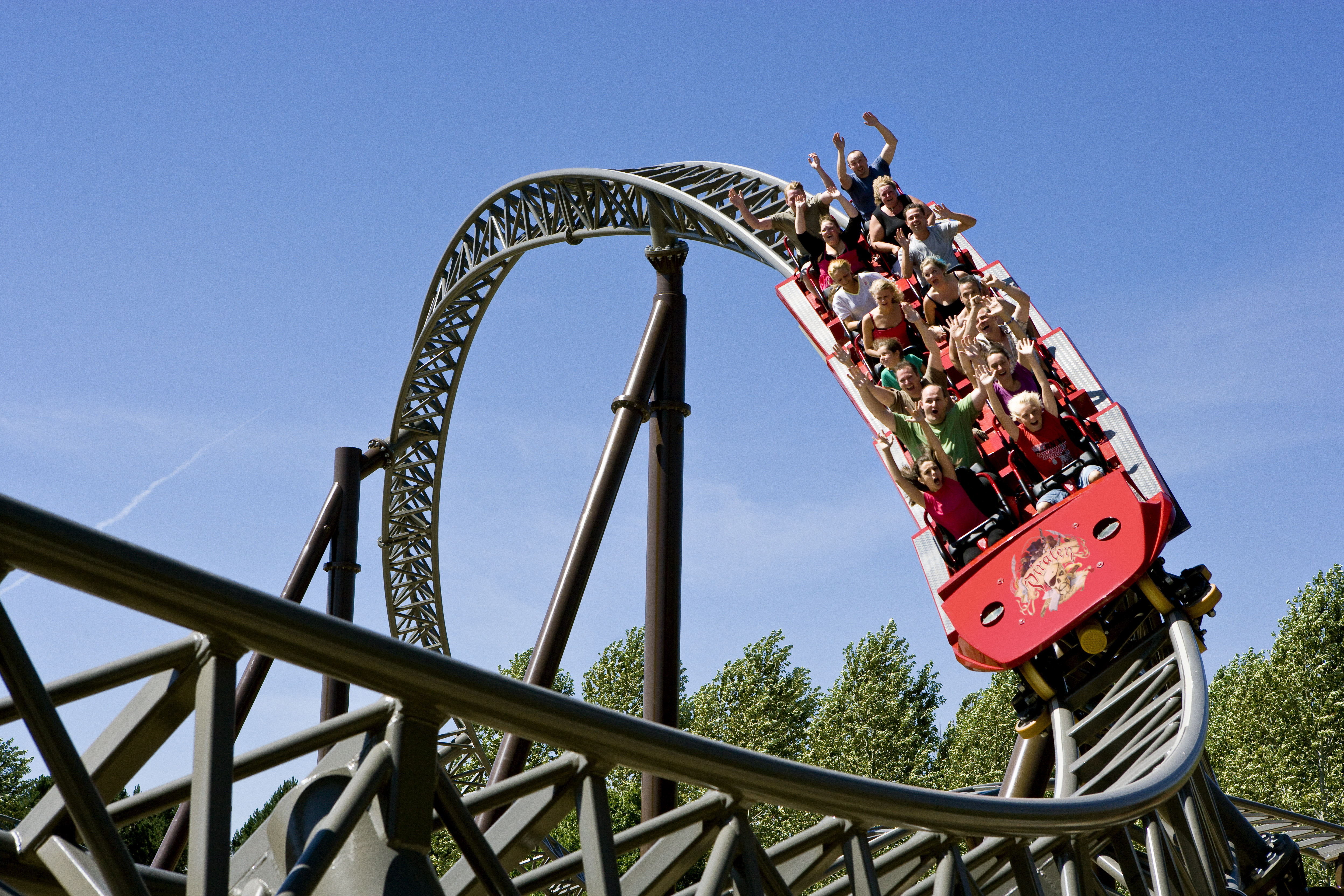
Roller coaster Piraten (Intamin).

W 2023 roku w parku znajdowało się 8 czynnych kolejek górskich:
| # | Nazwa                | Producent  | Data otwarcia    | Typ                               | Wysokość [m] | Prędkość [km/h] | Źródło |
| - | -------------------- | ---------- | ---------------- | --------------------------------- | ------------ | --------------- | ------ |
| 1 | Thor's Hammer        | Gerstlauer | 9 maja 2002      | stalowa rodzinna                  | 16           | ?               | [ 2 ]  |
| 2 | Piraten              | Intamin    | 1 maja 2008      | stalowa                           | 31           | 85              | [ 3 ]  |
| 3 | Skatteøen            | Mack Rides | 7 maja 2011      | stalowy water coaster             | 28           | 70              | [ 4 ]  |
| 4 | Juvelen              | Intamin    | 4 maja 2013      | stalowy rodzinny launched coaster | ?            | 85              | [ 5 ]  |
| 5 | Wilde Hønsejagt      | Zierer     | 1 maja 2015      | stalowa rodzinna                  | ?            | ?               | [ 6 ]  |
| 6 | DrageKongen          | Intamin    | 6 maja 2017      | stalowa rodzinna odwrócona        | 30           | 85              | [ 7 ]  |
| 7 | Jungle Rally         | Zierer     | 27 kwietnia 2018 | stalowa rodzinna                  | ?            | ?               | [ 8 ]  |
| 8 | T-Rex Family Coaster | Mack Rides | 30 kwietnia 2022 | stalowy rodzinny powered coaster  | ?            | ?               | [ 9 ]  |

#### Usunięte
Do 2023 roku w historii parku usunięto 1 kolejkę górską:
| # | Nazwa        | Producent | Data otwarcia | Data usunięcia       | Typ               | Wysokość [m] | Prędkość [km/h] | Źródło |
| - | ------------ | --------- | ------------- | -------------------- | ----------------- | ------------ | --------------- | ------ |
| 1 | Karlo's Taxi | SBF Visa  | 2000          | 19 października 2014 | stalowa dziecięca | 3,8          | ?               | [ 11 ] |